# Заславский, Александр (князь)
Князь Алекса́ндр Заславский (пол. Aleksander Zasławski; 1577 — 1629) — западнорусский аристократ из рода Острожских-Заславских. Каштелян волынский с 1605 года, староста житомирский. Воевода брацлавский (1615—1628), воевода киевский (1628—1629). Второй острожский ординат.
В 1620 году, после смерти своего отца Януша Заславского, получил в наследство имущество рода Острожских. Наследство было огромным — 80 городов и местечек, 2760 сёл, 900 000 злотых деньгами, 600 000 золотых червонцев, и имущества на 700 000.